# Robert Maaser
Robert Maaser (* 19. Juli 1990 in Strausberg) ist ein deutscher Schauspieler und mehrfacher Rhönrad-Weltmeister.

## Leben und Karriere
Im Alter von neun Jahren gelangte er durch eine seiner älteren Schwestern zum Rhönradturnen und nahm im Jahr 2005 erfolgreich an der Rhönrad-Weltmeisterschaft teil, wo er den Junioren-Titel im Geradeturnen gewann. Bei der Weltmeisterschaft im Jahr 2007 gewann er abermals vier Titel, in seiner Laufbahn insgesamt vierzehn. Im Jahr 2009 legte er sein Abitur ab.
2010 war er Teilnehmer bei Das Supertalent, schied aber im Halbfinale aus. In den Jahren 2011 bis 2018 machte er mehrere schauspielerische Ausbildungen und Coachings, zum Beispiel 2011 an der Arturo Schauspielschule in Köln und 2013 bei Actor’s Space Berlin. Im Jahr 2013 nahm Maaser erstmals an der Weltmeisterschaft mit dem Cyr wheel teil und gewann den Titel. 2015 spielte er eine Nebenrolle in dem Film Mission: Impossible – Rogue Nation. 2017 spielte er bei Alles was zählt den Macho und Extremsportler Tim Hayer.
Robert Maaser ist verheiratet und lebt in Berlin.

## Filmografie (Auswahl)

### Fernsehserien
- 2014: Gute Zeiten, schlechte Zeiten (eine Folge)
- 2016: Einsatz in Köln – Die Kommissare (eine Folge)
- 2016: Tempel (eine Folge)
- 2017: Alles was zählt (101 Folgen)
- 2017: Notruf Hafenkante (eine Folge)
- 2017: Sense8 (zwei Folgen)
- 2017: You Are Wanted (eine Folge)
- 2018: Alarm für Cobra 11 (eine Folge)
- 2019: SOKO Köln (eine Folge)
- 2019: F4LKENB3RG – Mord im Internat?
- 2021: Tribes of Europa
- 2021: Der Palast
- 2021: Blutige Anfänger (12 Folgen)
- 2021: Schneller als die Angst
- 2024: Where’s Wanda? (Fernsehserie, zwei Folgen)
- 2025: The Black Dagger Brotherhood (Fernsehserie, sechs Folgen)

### Filme
- 2015: Mission: Impossible – Rogue Nation
- 2015: Kommissar Marthaler – Engel des Todes
- 2016: Allein gegen die Zeit – Der Film
- 2016: Shivaay
- 2016: Tiger Girl
- 2016: Tschiller: Off Duty
- 2016: Unsere Zeit ist jetzt
- 2017: 2Close2U
- 2017: Immigration Game
- 2017: Rettet die Arier! (Kurzfilm)
- 2018: Ronny & Klaid
- 2019: 3 Engel für Charlie (Charlie’s Angels)
- 2019: 1917
- 2019: Out for Vengeance
- 2019: Perception of Peace
- 2019: The Dare
- 2020: The Match
- 2022: Uncharted
- 2023: Blood & Gold
- 2023: The Machine
- 2025: From the World of John Wick: Ballerina